# Maroua
Maroua är en stad i norra Kamerun, vid foten av Mandarabergen, cirka 400 meter över havet, på båda sidorna av floden Mayo Kaliao. Staden hade 201 371 invånare vid folkräkningen 2005. Den är ett viktigt handels- och marknadscentrum, särskilt för bomullsprodukter från trakten. Den har textilindustri och traditionell hantverksindustri, bland annat broderier, läder- och metallvaror, smycken och keramik. Maroua har även ett etnografiskt museum.